# Royal Bahamas Defence Force, Air Wing
Siły powietrzne Bahamów ( Royal Bahamas Defence Force, Air Wing) składają się z 3 lekkich samolotów Cessna typ 404, 414 i 421, które pełnią jedynie funkcje obserwacyjne i poszukiwawczo-łącznikowe między stolicą Nassau a wyspami.